# Henk van Loenen
Hendrik (Henk) van Loenen (Zeist, 1 september 1915 - Leiden, 8 juni 1997) was verzetsstrijder in de Tweede Wereldoorlog. Hij werd in december 1944 als geheim agent gedropt op de Veluwe en gaf leiding aan Operatie Cawton.

## Levensloop
Henk werd in Zeist geboren als zoon van Herman Lucas van Loenen (1889-1977) en Jenneke Ruimerman (1888-1959).  Henk had twee zussen, waarvan een kort na de geboorte overleed en een jongere broer, Luuk genaamd. Henk volgde na de mulo de Openbare Handelsschool in Amersfoort. Die opleiding rondde hij in 1934 af. Na de militaire dienst vond hij werk als rijksambtenaar op de militaire vliegbasis Soesterberg. In de mobilisatietijd ging hij weer in militaire dienst. In de meidagen van 1940 was hij belast met de bewaking van vliegveld Valkenburg.
Toen de Duitse bezetting eenmaal een feit was trad Van Loenen in dienst van de Organisatie van de Wederopbouw en van de Bouwnijverheid. Tegelijkertijd raakte hij betrokken bij de Ordedienst, een verzetsgroep die voornamelijk bestond uit oud-militairen. Van Loenen verzamelde onder andere wapens. Daarbij werkte hij onder andere samen met Willem Nicolaas Trijssenaar. In september 1941 werd hij bij hem thuis in Voorburg huiszoeking gedaan door de Sicherheitsdienst. Er werd niets gevonden, maar het was voor Van Loenen wel aanleiding om op zijn werk overplaatsing aan te vragen naar Rhenen. 
In Rhenen verborg Van Loenen mogelijk wapens die afkomstig waren van de eerste wapendropping door de geallieerden in Nederland. Tijdens dezelfde wapendropping werd Thijs Taconis samen met Huub Lauwers gedropt. Kort na de arrestatie van Taconis, op 13 maart 1942, werd Van Loenen in Rhenen gearresteerd. Hij bracht zes maanden in gevangenschap door in het huis van bewaring in Utrecht en het zogeheten Oranjehotel in Scheveningen. Op 27 september 1942 werd hij onverwachts vrijgelaten. Na verloop van tijd week Van Loenen met zijn vrouw uit naar zijn schoonouders in Zeist.
Van Loenen stak in oktober 1944 bij Tiel de Rijn over naar bevrijd Nederland. Vandaar ging hij naar Engeland. Daar ging hij naar de fabriek waar S-phones geproduceerd werden om te leren hoe hij ze zou kunnen bedienen. In de nacht van 28 op 29 december 1944 werd hij door Bureau Bijzondere Opdrachten geparachuteerd bij Lunteren. Opererend onder de schuilnaam Bob, maakte hij contact met de ondergrondse in het bezette gebied tussen de Rijn en IJssel en selecteerde verzetsmannen voor de door hem geleide Group Cawton. De verzetsgroep gaf vanuit bezet gebied militaire inlichtingen door aan de geallieerden.
In augustus 1945 ging Van Loenen op verzoek van onder meer de toenmalige minister van Oorlog Jo Meynen tezamen met ruim twintig Nederlandse vrijwilligers naar Colombo op Ceylon, het huidige Sri Lanka, om van daaruit in groepjes te worden geparachuteerd op verschillende plekken in Nederlands-Indië. Na de Japanse capitulatie kwam er van dat plan weinig meer terecht. Van Loenen besloot in december 1945 met een aantal anderen terug te keren naar Engeland en vertrok als verstekeling met de Nieuw Amsterdam naar Southampton.

## Persoonlijk
Van Loenen was getrouwd met Johanna Baams (1917-2002), met wie hij vijf kinderen kreeg.

## Onderscheiden
- Bronzen Leeuw, 8 juni 1946
- Medal of Freedom, 21 november 1946
- Verzetsherdenkingskruis